# Shaped Signs
Shaped Signs ist ein deutsches Instrumentalmusik-Duo.
Die Band existiert seit August 2002. Hinter dem Namen Shaped Signs verbergen sich die beiden Musiker Ron Grahnert aus Dresden und Volker Kaufmann aus Langenfeld. Das erste Album Nature's Odyssey wurde vom inzwischen nicht mehr existenten Langenfelder Plattenlabel „Invisible Shadows“ herausgegeben, bis 2015 sind vier weitere Alben und eine EP erschienen.
Bei der Musik von Shaped Signs handelt es sich um Synthesizer-Instrumentalstücke, die sowohl der klassischen elektronischen Musik als auch dem Genre Easy Listening zugeschrieben werden können. Wegen der in den Stücken häufig vorkommenden Gitarrenklänge erinnert der Stil des Duos gelegentlich an Mike Oldfield.

## Diskografie

### Alben
- 2004: Nature’s Odyssey
- 2006: Exodus
- 2009: The Inner Land
- 2012: Time![1]
- 2013: Test Transmission[2]
- 2015: The Fall[3]
- 2019: ReView[4]
- 2021: To New Worlds[5]
- 2023: Cave[6]

### Singles
- Intruders-Mystery
- Shaped Sheep
- Viking I
- Aprehension
- Tranquility
- Tranquility 2
- Tranquility 3
- The Mask Dance (RMX)
- Tranquility 4
- Tranquility 5
- Sunset 2009
- Tales of Tranquility
- Tranquility 7
- Tranquility 8
- Oceans (Acoustic)
- The Fall